# Aleksander Eliasz
Aleksander Eliasz (rum. Alexandru Iliaș) – hospodar Wołoszczyzny w latach 1616–1618 i 1627–1629, jako Aleksander IV, oraz hospodar Mołdawii w latach 1620–1621 i 1631–1633, jako Aleksander VII; pochodził z dynastii Muszatowiczów.

## Biografia
Najprawdopodobniej był wnukiem hospodara mołdawskiego Aleksandra IV Lăpușneanu, synem jego syna Eliasza. W 1616, po dość długiej przerwie w sprawowaniu funkcji hospodarskiej przez przedstawicieli rodu Muszatowiczów, został mianowany na hospodara Wołoszczyzny. W 1618 został obalony za sprawą opozycji bojarskiej i choć ta została stłumiona przez Imperium Osmańskie, tron wołoski Turcy oddali popieranemu przez Polskę Gabrielowi Mohyle. W 1620 - po śmierci współpracującego z Polską Kacpra Grazziani - Porta z kolei mianowała Aleksandra hospodarem mołdawskim, jednak już wkrótce, w 1621 (w roku bitwy pod Chocimiem) został odsunięty od rządów. W 1627 zdołał uzyskać ponownie, na okres dwóch lat, tron wołoski, a następnie, w latach 1631–1633 jeszcze raz piastował stanowisko hospodara Mołdawii. Stojąc na stanowisku protureckim, rządził krajem nie przy współudziale miejscowych bojarów, ale Greków sprowadzanych ze Stambułu. Zagrożenie wpływów bojarów zaowocowało ich spiskiem i obaleniem Aleksandra Eliasza (na jego miejsce bojarzy wezwali z Polski Mirona Barnowskiego-Mohyłę).
Synami Aleksandra Eliasza byli hospodar mołdawski Eliasz III Aleksander oraz hospodar wołoski Radu XI Eliasz.